# Conus cardinalis
Conus cardinalis är en snäckart som beskrevs av Christian Hee Hwass 1792. Conus cardinalis ingår i släktet Conus och familjen kägelsnäckor. Inga underarter finns listade i Catalogue of Life.

## Bildgalleri

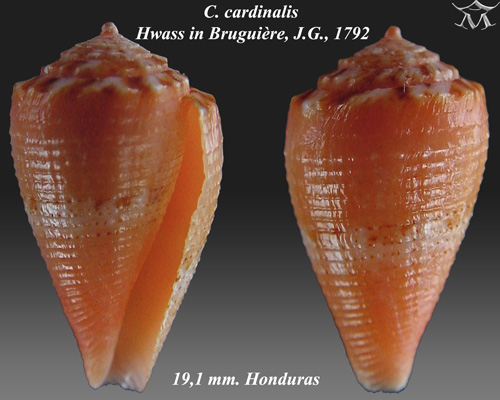